# Phong trào kế hoạch nhỏ
Phong trào Kế hoạch nhỏ là một phong trào của thiếu nhi Việt Nam ra đời năm 1958, do Đội Thiếu niên Tiền phong Hồ Chí Minh tổ chức theo sáng kiến của thiếu nhi tỉnh Sơn Tây và Hải Phòng, lấy kinh phí thu được để xây Nhà máy Nhựa Thiếu niên tiền phong tại Hải Phòng.
Ngày 2/12/1958, Chủ tịch Tôn Đức Thắng đã viết thư cho phép mở rộng phong trào trên toàn miền Bắc. Trong lễ khánh thành nhà máy, 18.000 sản phẩm của nhà máy để trao lại cho thiếu nhi miền Nam đang sống dưới chính quyền Việt Nam Cộng hòa. Hành động này nhằm thể hiện sự đoàn kết giữa thiếu nhi cả hai miền nam bắc.
Năm 1975, Sau khi thống nhất đất nước, phong trào được thực hiện thêm ở miền Nam. Chủ yếu là hoạt động thu hồi giấy, phế liệu, tăng gia, trồng cây, nuôi gia cầm, "Trồng một cây, nuôi một con",...

## Thành quả
Sau nhiều năm triển khai, phong trào đã phát triển rộng khắp và đạt được nhiều kết quả như: góp phần cho ra đời "Đoàn tàu lửa mang tên Đội TNTP Hồ Chí Minh", xây dựng "Khách sạn khăn quàng đỏ" ở Thủ đô Hà Nội, xây dựng tượng đài và khu di tích kỉ niệm Kim Đồng, xây dựng tượng đài và nhà tưởng niệm anh hùng liệt sĩ Võ Thị Sáu, xây dựng cơ sở vật chất cho hoạt động Đội như mua trống, cờ, khăn quàng đỏ,...